# Italienische Badmintonmeisterschaft 1977
Die Italienische Badmintonmeisterschaft 1977 fand im Oktober 1977 in Meran statt. Es war die erste Austragung der nationalen Titelkämpfe im Badminton in Italien.

## Sieger
| Disziplin    | Sieger                         |
| ------------ | ------------------------------ |
| Herreneinzel | Kurt Duschek                   |
| Dameneinzel  | Barbara Baker                  |
| Herrendoppel | Kurt Duschek Karl Klammsteiner |
| Damendoppel  | Margitt Grittner Rita Blaas    |
| Mixed        | Kurt Duschek Rita Blaas        |